# Jeremy Pope

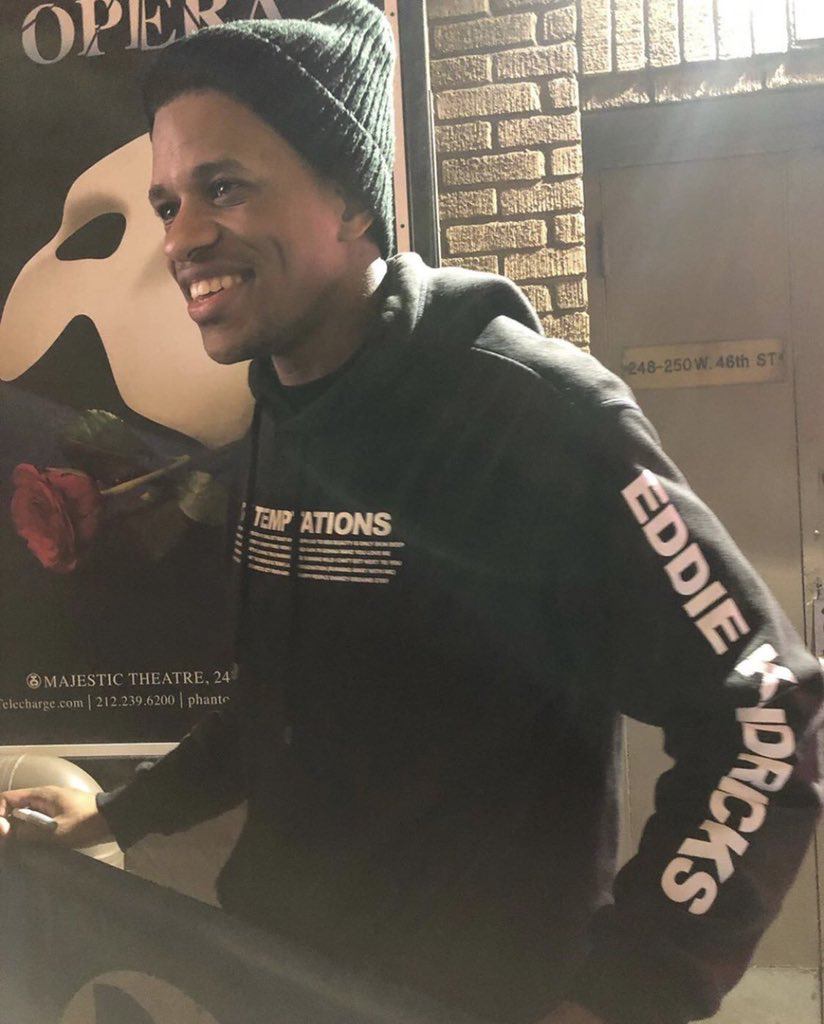
Jeremy Pope (2019)

Jeremy Pope (* 9. Juli 1992 in Orlando, Florida) ist ein amerikanischer Broadway-Theaterkünstler, Schauspieler und Sänger. Er war die sechste Person in der Geschichte des Tony Award, die im selben Jahr in zwei Kategorien für separate Auftritte nominiert wurde, als er 2019 Nominierungen für Choir Boy und Ain’t Too Proud erhielt.

## Leben
Er besuchte die Timber Creek High School und die American Musical and Dramatic Academy. Er gab sein Broadway-Debüt im Jahr 2018 in dem Stück Choir Boy, gefolgt von einer Rolle im Musical Ain't Too Proud. 2019 wurde er der sechste Schauspieler in der Geschichte des Tony Award, der im selben Jahr in zwei Kategorien nominiert wurde: Als „Best Actor“ in einer Play-Nominierung für Choir Boy und als „Best Featured Actor“ in einer Musical-Nominierung für Ain’t Too Proud. Im Jahr 2019 bekam er die Hauptrolle in Ryan Murphys neuer Netflix-Serie Hollywood.
Er ist offen schwul. In einem Interview mit Entertainment Weekly erklärte er, wie er sich mit der Figur Pharus Jonathan Young in Choir Boy identifizierte, da er selbst schwarz und schwul aufwuchs.

## Filmografie
- 2018: The Ranger
- 2020: Hollywood (Fernsehserie, 7 Folgen)
- 2020: One Night in Miami
- 2021: Pose (Fernsehserie, 6 Folgen)
- 2022: The Inspection

## Theaterrollen
| Jahr      | Titel             | Rolle                 | Ort                                            | Notizen      |
| --------- | ----------------- | --------------------- | ---------------------------------------------- | ------------ |
| 2013      | Choir Boy         | Pharus Jonathan Young | New York City Center                           | Off-Broadway |
| 2014      | Choir Boy         | Pharus Jonathan Young | Alliance Theatre                               | Regional     |
| 2014      | Choir Boy         | Pharus Jonathan Young | Geffen Playhouse                               | Regional     |
| 2015      | Invisible Thread  | Griffin               | Second Stage Theater                           | Off-Broadway |
| 2017      | The View UpStairs | Wes                   | Lynn Redgrave Theater                          | Off-Broadway |
| 2017      | Ain’t Too Proud   | Eddie Kendricks       | Berkeley Repertory Theatre                     | Regional     |
| 2018      | Ain’t Too Proud   | Eddie Kendricks       | John F. Kennedy Center for the Performing Arts | Regional     |
| 2018      | Ain’t Too Proud   | Eddie Kendricks       | Ahmanson Theatre                               | Regional     |
| 2018      | Ain’t Too Proud   | Eddie Kendricks       | Princess of Wales Theatre                      | Toronto      |
| 2018–2019 | Choir Boy         | Pharus Jonathan Young | Samuel J. Friedman Theatre                     | Broadway     |
| 2019      | Ain’t Too Proud   | Eddie Kendricks       | Imperial Theatre                               | Broadway     |

## Musik
Als Sänger, der für seinen leidenschaftlichen Gesangsstil bekannt ist, schreibt Pope seine musikalischen Ambitionen seinen frühen Jahren als Sänger in der Kirche sowie bei Theaterproduktionen und Talentshows in der Schule zu. Er gibt Musik auch als ständige Stütze in seinem Leben an. Außerhalb seiner Schauspiel- und Broadway-Theaterarbeit schreibt und nimmt er seine eigene Musik auf. Erstmals Aufmerksamkeit mit seiner Musik erregte er mit der selbstgeschriebenen, akustisch poporientierten ersten Single Wait For You, die 2015 auch als YouTube-Video debütierte. 2018 veröffentlichte er seine zweite Single, das R&B-aromatisierte New Love, für das er 2017 auch ein Musikvideo produzierte. Im selben Jahr, 2018, veröffentlichte er seine dritte Single Feel So Good und produzierte ein Musikvideo. Er war 2019 einer der Sänger in Be Great, der Single der Schauspielerin und Sängerin Laura Dreyfuss (unter ihrem Pseudonym Loladre). Er war Solist bei Broadway-Cast-Aufnahmen für The View UpStairs und Ain’t Too Proud: Das Leben und die Zeiten der Versuchungen, die 2019 eine Grammy-Nominierung in der Kategorie „Best Musical Theatre Album“ erhielten. Er hat Musik von mehreren Künstlern gecovert, darunter Lady Gaga und Maroon 5. Am 7. Mai 2020 veröffentlichte er seine vierte Single, ein Cover von Cyndi Laupers Time After Time.

## Ehrungen
| Jahr | Award                      | Kategorie                                  | Arbeit          | Resultat  | Ref.  |
| ---- | -------------------------- | ------------------------------------------ | --------------- | --------- | ----- |
| 2014 | Drama League Award         | Ausgezeichnete Leistung                    | Choir Boy       | Nominiert | [ 4 ] |
| 2019 | Outer Critics Circle Award | Herausragender Schauspieler in einem Stück | Choir Boy       | Nominiert | [ 5 ] |
| 2019 | Theatre World Award        | Hervorragende Debütleistung                | Choir Boy       | Gewonnen  | [ 6 ] |
| 2019 | Tony Award                 | Bester Schauspieler im Spiel               | Choir Boy       | Nominiert | [ 1 ] |
| 2019 | Tony Award                 | Bester Hauptdarsteller in einem Musical    | Ain’t Too Proud | Nominiert | [ 1 ] |
| 2019 | Drama League Award         | Ausgezeichnete Leistung                    | Ain’t Too Proud | Nominiert | [ 4 ] |
| 2020 | Grammy Award               | Bestes Musical Theater Album               | Ain’t Too Proud | Nominiert | [ 7 ] |
| 2023 | Golden Globe Award         | Bester Hauptdarsteller – Drama             | The Inspection  | Nominiert |       |